# Doba zdvojení
Doba zdvojení je termím používaný v mikrobiologii pro dobu za kterou dojde ke zdvojnásobení buněk populace. Doba zdvojení je tedy průměrem generační doby. Matematicky je vyjádřena podílem doby kultivace a počtu generací. Díky schopnosti bakteriálních buněk začít novou replikaci genomu ještě než je dokončena ta, která právě běží (tedy "replikovat do zásoby), může být doba zdvojení i kratší než je doba, za kterou se zreplikuje bakteriální genom.